# Harry Ruff

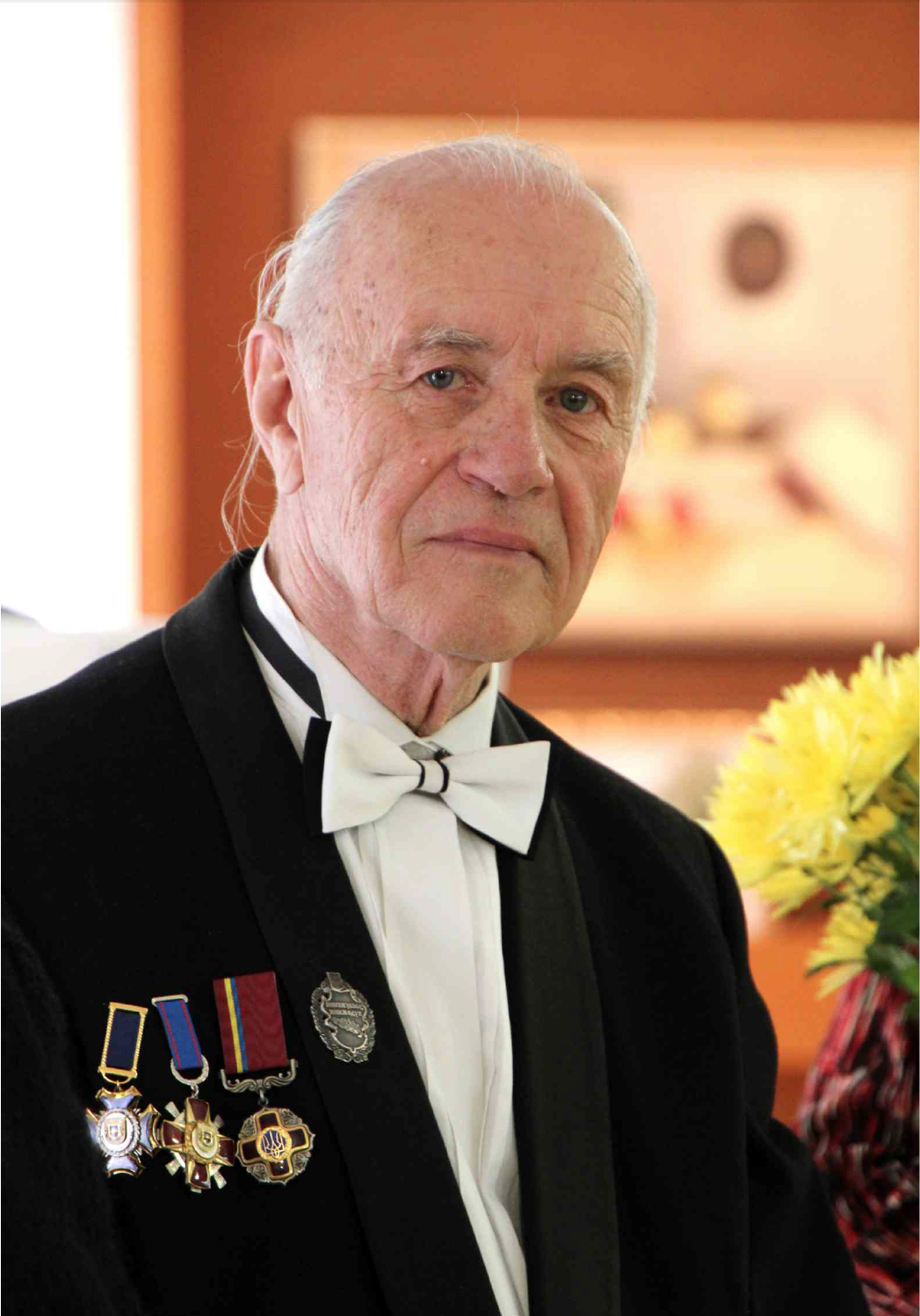
Harry Ruff, 2016

Harry Wilhelmowitsch Ruff (ukrainisch Гаррі Вільгельмович Руфф, russisch Гарри Вильгельмович Руфф; * 4. März 1931 in Oseriwka, Rajon Wyssokopillja, Ukrainische SSR) ist ein ukrainischer Maler deutscher Abstammung.

## Leben
Ruff war Sohn einer schwarzmeerdeutschen Lehrerfamilie. 1941 wurde er mit seiner Familie aufgrund ihrer deutschen Herkunft aus der Ukrainischen SSR nach Sibirien deportiert, wo sie bis 1956 in einer Sondersiedlung lebten. Durch den Kontakt mit ebenfalls deportierten sibirischen Malern erhielt Ruff dort während dieser Zeit seinen ersten Malunterricht an der Kunstfachschule in Irkutsk. Darauf arbeitete er im Alter von 19 Jahren als Maler am dramatischen Theater der sibirischen Stadt Leninsk-Kusnezki. 1959 kehrte Harry Ruff in die Ukraine zurück und arbeitete als Schriftgestalter in Makijiwka. 
Das Kulturministerium der von russischstämmigen Separatisten ausgerufenen Volksrepublik Donezk würdigte im Jahr 2021 Harry Ruffs langjährige Förderung der Kulturszene der abtrünnigen Region mit einem Diplom.

## Schaffen
Ruff ist ein Vertreter der Tafelmalerei. Seit 1990 stellt er seine Bilder in regionalen, nationalen und internationalen Ausstellungen aus und beteiligt sich an kreativen Gruppen.
Finanziert durch „Fördermaßnahmen zugunsten der deutschen Minderheit in der Ukraine“ des Bundesministeriums des Innern (BMI) war Ruff im Rahmen mehrerer Veranstaltungen als Referent tätig.
Im März 2015 zeigte er seine Arbeiten auf der internationalen Ausstellung im Europäischen Parlament von Brüssel, die mit „Wer kann uns den Frieden schenken“ betitelt war.
Anlässlich des 500. Jahrestages der Reformation 2017 arbeitete Ruff seit 2014 an der Bilderserie „Kirchen der Ukraine“, wobei ihn der Rat der Deutschen der Ukraine, die lutherische Kathedralkirche St. Paul (Odessa) sowie das BMI mit dem Wohltätigkeitsfonds „Gesellschaft für Entwicklung“ unterstützte.
Einige von Ruffs Werken sind im Bestand ukrainischer Museen, andere befinden sich in Privatsammlungen in Österreich, Weißrussland, Großbritannien, Deutschland, Griechenland, Israel, Kanada, China, Russland, Kroatien und den USA.

## Ehrungen
- „Verdienter Maler der Ukraine“, Dezember 2004[3]
- Mitglied im Nationalen Künstlerverband der Ukraine, seit 2005
- Ukrainischer Verdienstorden dritter Klasse, Dezember 2010